# Strive Masiyiwa
Strive Masiyiwa est un homme d'affaires  milliardaire et philanthrope zimbabwéen, né le 29 janvier 1961. Il réside actuellement à Londres. Il est à la fois le fondateur et le président exécutif des groupes technologiques internationaux Econet Global et Cassava Technologies.
Masiyiwa a fourni des bourses à plus de 250 000 jeunes Africains au cours des 20 dernières années par le biais de sa fondation familiale. Il a apporté son soutien à plus de 40 000 orphelins grâce à des initiatives éducatives et a parrainé des étudiants pour qu'ils puissent étudier dans des universités américaines, britanniques et chinoises,.

## Jeunesse et éducation
Strive Masiyiwa est né au Zimbabwe, le 29 janvier 1961. Quand il avait sept ans, sa famille a quitté le pays après que le gouvernement du Premier ministre Ian Smith ait déclaré une déclaration unilatérale d'indépendance du Royaume-Uni. La famille s'est établie à Kitwe, une ville située dans le centre-nord de la Zambie, renommée pour ses mines de cuivre. C'est là que Masiyiwa a fréquenté l'école primaire avant de poursuivre ses études secondaires en Écosse. Sa mère était entrepreneure, et lorsque Masiyiwa avait 12 ans, ses parents étaient en mesure de lui offrir une éducation européenne grâce à leur situation financière.
Il a été envoyé à l'école privée d'Édimbourg en Écosse. Après avoir obtenu son diplôme en 1978, il est retourné en Rhodésie (aujourd'hui le Zimbabwe) avec l'intention de rejoindre les forces de guérilla anti-gouvernementales dirigées par Robert Mugabe et Joshua Nkomo. Cependant, il a décidé de poursuivre ses études en Grande-Bretagne et a obtenu un diplôme en génie électrique de l'Université du Pays de Galles en 1983.Après avoir terminé ses études, il a brièvement travaillé dans l'industrie informatique à Cambridge, en Angleterre. Cependant, son désir de contribuer au redressement de son pays d'origine, le Zimbabwe, après la fin de la guerre de Rhodesian Bush et les élections au suffrage universelle en 1980, l'a amené à retourner au Zimbabwe en 1984. Son objectif était de jouer un rôle dans la reconstruction et le développement du pays après cette période tumultueuse.

## Influence mondiale
Au fil des ans, Masiyiwa a été nommé à des postes internationaux et a été membre de plusieurs conseils d'administration. Quelques exemples notables incluent : Unilever (membre du conseil), Netflix (membre du conseil), la Fondation Bill & Melinda Gates (administrateur), la La National Geographic society (administrateur), Bank of America (Global Advisory Council ), UN commission on adaptation (ancien commissaire), Generation Africa (cofondateur), Commission pour la prospérité de la technologie et le développement inclusif  (coprésident), La Fondation Rockefeller  (ancien membre du conseil d'administration), US Council on Foreign Relations (Conseil consultatif mondial), l'Asia Society (ancien membre du conseil), l'Université de Stanford (Conseil consultatif mondial), Alliance pour une révolution verte en Afrique (président, maintenant président émérite), Grow Africa, le Fonds Ebola de l'Union africaine (cofondateur), Morehouse College (ancien administrateur), l'Académie africaine des Sciences (membre honoraire) et l'Institut stratégique panafricain.Récemment, Masiyiwa a joué un rôle actif dans l'organisation de la Global Africa Business Initiative, qui a été lancée à New York en 2022.
Masiyiwa est le seul membre africain du Comité sur la conscience du United States Holocaust Memorial Museum. Masiyiwa a également siégé à deux groupes consultatifs des Nations unies.

## Leadership et distinctions internationales
En 2011, le Times de Londres l'a nommé l'un des 25 Leaders of Africa's Renaissance Award.
En 2014, le magazine Fortune a nommé Masiyiwa l'un des 50 chefs d'entreprise les plus influents au monde, et il a été cité comme l'un des 100 Africains les plus influents par le magazine New African,.
En septembre 2014, Nkosazana Dlamini-Zuma la présidente de l'Union africaine (UA),a sollicité l'aide de Strive Masiyiwa pour mobiliser des ressources en réponse à l'épidémie d'Ebola qui sévissait en Afrique. Cette demande était sans précédent, car c'était la première fois que l'UA faisait appel à un chef d'entreprise pour jouer un rôle clé dans la réponse à une crise sanitaire majeure,. Masiyiwa, avec l'aide d'autres dirigeants, a mis en place la toute première campagne panafricaine de collecte de fonds connue sous le nom de #AfricaAgainstEbola Solidarity Fund.
Le fonds a réussi à mobiliser des millions de dollars américains auprès du public grâce à des dons par SMS, avec des contributions provenant de nombreux pays africains. Ces dons ont permis à l'Union africaine de déployer la plus grande force de travailleurs de la santé africains jamais connue pour lutter contre la propagation de la pandémie mortelle.
En 2015, Strive Masiyiwa a été reconnu pour son influence et sa puissance en Afrique, ce qui l'a conduit à figurer dans la liste des 10 hommes les plus puissants du continent africain établie par le magazine Forbes. En outre, l'International Rescue Committee (IRC) a honoré Masiyiwa en lui décernant le Freedom Award,. Le prix est décerné chaque année à une personne qui apporte une contribution extraordinaire au soutien des réfugiés et à la défense des causes de la liberté, de la liberté individuelle et de la dignité.
En 2019, Masiyiwa a été récompensé du Norman E. Borlaug World Food Prize Medallion. Il a également été honoré en étant nommé l'un des 100 Africains les plus influents par le magazine New African  En 2020, il a été nommé lauréat du JA Worldwide Global Business Hall of Fame.
En décembre 2020, Masiyiwa a été nommé par Bloomberg comme l'une des 50 personnes les plus influentes au monde. Il est à noter que Masiyiwa a été reconnu pour son influence et son impact en étant inclus dans plusieurs listes prestigieuses. En 2020, il a été inclus dans la liste des 100 Africains les plus influents par le New African Magazine, mettant en évidence son rôle de leader influent sur le continent. De plus, il a également été reconnu par le Mail & Guardian en tant que l'un des 100 Africains de l'année pour la même année, soulignant son impact et ses réalisations significatives. En mai 2021, Masiyiwa a été honoré d'être inclus dans la liste des 50 plus grands leaders du monde établie par le magazine Fortune.
En 2022, il a été nommé entrepreneur de l'année par le magazine UK Spear . En avril 2023, Masiyiwa a été élu membre honoraire international de l'Académie américaine des arts et des sciences. Cette prestigieuse institution, fondée en 1780, a reconnu ses nombreuses réalisations exceptionnelles dans divers domaines ainsi que son excellence, son innovation et son leadership. Cette nomination représente une distinction importante pour Masiyiwa et souligne sa contribution significative dans le monde académique et scientifique.

## Carrière professionnelle et centres d'intérêt
Après une absence de 17 ans, Masiyiwa est retourné dans son pays natal, le Zimbabwe, en 1984. Il a brièvement travaillé comme ingénieur en télécommunications pour la compagnie de téléphone publique, mais a rapidement démissionné pour créer sa propre entreprise. Il a réussi à économiser 75 dollars américains par mois sur son salaire pour financer ses projets entrepreneuriaux. Il a construit une grande entreprise d'ingénierie électrique. L'émergence de la téléphonie cellulaire mobile l'a conduit à se diversifier dans les télécoms, mais il s'est rapidement heurté à de gros problèmes lorsque le gouvernement zimbabwéen de Robert Mugabe a refusé de lui accorder une licence pour exploiter son entreprise, connue sous le nom d'Econet Wireless.
Masiyiwa a fait appel devant la Cour constitutionnelle du Zimbabwe, au motif que le refus constituait une violation de la "liberté d'expression". La justice zimbabwéenne, a tranché en sa faveur après une bataille judiciaire de cinq ans, qui l'a conduit au bord de la faillite,. La décision prise par Masiyiwa a conduit à la suppression du monopole d'État dans le secteur des télécommunications, ce qui est largement considéré comme l'une des étapes clés de l'ouverture du secteur africain des télécommunications aux investissements privés. Le premier abonné au téléphone portable de l'entreprise a été connecté au nouveau réseau en 1998.
En juillet 1998, Masiyiwa a pris la décision d'introduire Econet Wireless Zimbabwe à la bourse locale en signe de gratitude envers les milliers de personnes ordinaires qui l'ont soutenu tout au long de ses longues batailles juridiques contre le gouvernement zimbabwéen. Cette inscription à la bourse était une manière de les récompenser et de leur permettre de participer aux succès futurs de l'entreprise. Aujourd'hui, Econet Wireless Zimbabwe est devenu une entreprise majeure qui domine l'économie du Zimbabwe. C'est actuellement la deuxième plus grande entreprise du Zimbabwe en termes de capitalisation boursière.
En mars 2000, Masiyiwa a quitté le Zimbabwe, fuyant la persécution des autorités locales. Il s'est alors installé en Afrique du Sud, où il a fondé The Econet Wireless Group, une nouvelle organisation totalement indépendante de l'entité zimbabwéenne précédemment établie. Depuis lors, il n'est jamais retourné dans son pays d'origine..[réf. nécessaire]
Masiyiwa a créé plusieurs entreprises clés en collaboration avec des partenaires, notamment Econet Wireless International, Econet Global, Mascom Wireless Botswana, Econet Wireless Nigeria (aujourd'hui Airtel Nigeria), Econet Satellite Services, Lesotho Telecom, Econet Wireless Burundi, Rwanda Telecom, Econet Wireless Afrique du Sud, Solarway et Transaction Processing Systems (TPS). La société qu'il a fondée est reconnue pour ses opérations et ses investissements à travers l'Afrique, ainsi qu'au Royaume-Uni, en Europe, aux États-Unis, en Amérique latine, en Nouvelle-Zélande, aux Émirats arabes unis et en Chine,.
Après avoir passé plus de dix ans en Afrique du Sud, Masiyiwa a décidé de s'installer à Londres. Cependant, il continue de conserver des intérêts commerciaux importants en Afrique.

### Éconet Global
Econet Global (Econet) est un groupe technologique international privé qui exerce des activités commerciales et réalise des investissements dans plus de 20 pays à travers l'Afrique, l'Amérique latine, le Royaume-Uni, l'Europe, la Chine, aux Émirats arabes unis (EAU) et en Nouvelle-Zélande. Deux entités cotées sont sa filiale zimbabwéenne, Econet Wireless (1998) et Cassava Fintech (2018).
Masiyiwa détient plus de 50 % d'Econet Wireless Zimbabwe, cotée en bourse.
Masiyiwa a également étendu ses intérêts aux États-Unis en collaborant avec l'entrepreneur américain de télécommunications John Stanton. Ensemble, ils ont créé une entreprise appelée Trilogy International Partners, qui a développé le troisième opérateur de réseau mobile en Nouvelle-Zélande connu sous le nom de "2 Degrees"..[réf. nécessaire]
L'une des entreprises les plus prospères de Masiyiwa est le groupe privé Liquid Telecom (aujourd'hui Liquid Intelligent Technologies), basé à Londres. Il s'agit de la plus grande entreprise de satellites et de fibres optiques d'Afrique, qui couvre le continent avec plus de 100 000 kilomètres de câbles allant du Cap au Caire et traversant de nombreux pays d'Afrique de l'Est à l'Afrique de l'Ouest,.
Econet est également actif dans d'autres domaines, tels que les réseaux d'entreprise numériques, la cybersécurité et les services cloud, les centres de données, la fintech, les plateformes numériques et les énergies renouvelables.

## Philanthropie et initiatives humanitaires
À l'aide de sa propre fortune familiale, il a mis en place l'un des plus importants programmes de soutien à l'éducation destiné aux orphelins en Afrique.. À tout moment, ses fondations familiales ont soutenu et éduqué plus de 40 000 enfants,. Masiyiwa et sa femme sont également signataires de l'initiative de Bill Gates et Warren Buffett connue sous le nom de Giving Pledge.
Masiyiwa s'est également impliqué dans le soutien d'un large éventail de problèmes de santé, notamment en participant à des campagnes contre le VIH/sida, le cancer du col de l'utérus, la malnutrition, Ebola et plus récemment, le COVID-19. Il est un fervent défenseur de l'environnement et a cofondé, aux côtés de Sir Richard Branson et d'autres, le groupe environnemental appelé le Carbon War Room.
Il  a succédé à l'ancien secrétaire général de l'ONU, Kofi Annan, à la présidence de l'AGRA, une organisation qui soutient les petits exploitants agricoles africains. En 2019, M. Masiyiwa a pris sa retraite de l'AGRA (Alliance for a Green Revolution in Africa) et occupe actuellement le poste de président émérite. En 2013, il a été désigné coprésident de Grow Africa, un forum d'investissement consacré à l'agriculture africaine, qui a réussi à mobiliser plus de 15 milliards de dollars américains d'investissements pour le secteur agricole en Afrique.
Lors de l'épidémie de choléra qui a touché le Zimbabwe en 2019, Strive Masiyiwa et son épouse ont généreusement donné un montant total de 10 millions de dollars américains pour combattre cette maladie. En outre, Masiyiwa s'est engagé à allouer 60 millions de dollars supplémentaires pour renforcer la résilience face à cette maladie. Leur contribution financière importante témoigne de leur volonté de lutter contre cette épidémie et d'aider le Zimbabwe à surmonter cette crise sanitaire.
En mai 2020, il a été nommé par le président sud-africain et président de l'Union africaine Cyril Ramaphosa pour servir d'envoyé spécial auprès de l'Union africaine pour la réponse COVID où il a servi jusqu'au début de 2022. En 2022, M. Masiyiwa a joué un rôle clé en tant que responsable d'un groupe de travail de l'Union africaine axé sur la sécurité alimentaire en Afrique. Il a abordé cette crise lors du Sommet américain sur l'Afrique qui s'est tenu à Washington DC en décembre 2022.
Avec sa femme, ils ont promis 100 millions de dollars pour créer un fonds destiné à investir dans les entrepreneurs ruraux de son pays d'origine. Ensemble, ils ont lancé Higherlife Foundation, une organisation à but non lucratif qui vise à autonomiser les enfants défavorisés en leur offrant des opportunités éducatives et en créant des possibilités pour les jeunes talents. À travers l'un des programmes de bourses les plus importants en Afrique, la Fondation prend en charge les frais de scolarité des enfants du Zimbabwe, du Lesotho et du Burundi, qu'ils appellent affectueusement leurs "faiseurs d'histoire".
En janvier 2020, Masiyiwa a financé le retour au travail des médecins au Zimbabwe qui avaient fait grève pour demander leur rémunération. Il a généreusement décidé de verser une indemnité de subsistance d'environ 300 dollars (230 livres sterling) à chaque médecin, ainsi que de leur fournir un moyen de transport pour se rendre au travail, grâce à un fonds qu'il a créé. Il convient de noter que la plupart des médecins en grève touchaient un salaire mensuel inférieur à 100 dollars.

## Vie privée
Masiyiwa est chrétien. Il est marié à Tsitsi, ils ont six enfants et vivent à Londres, en Angleterre. En 2016, Masiyiwa a acquis deux appartements adjacents au sommet de la tour Eldorado, un immeuble de 29 étages situé au 300 Central Park à New York, pour un montant de 24,5 millions de dollars américains.
Le 7 juillet 2022, Masiyiwa est entré dans la Sunday Times Rich List en tant que premier milliardaire noir, avec une fortune estimée à 1,6 milliard de livres sterling.